# Андреј Бабиш
Андреј Бабиш (2. септембар 1954) је чешки политичар и бивши премијер Чешке републике од 2017. до 2021. године. Оснивач је популистичке партије Ано 2011. Био је министар финансија и заменик премијера од 2014. до 2017. године. Други је најбогатији човек у Чешкој Републици, са процењеном нето вредношћу од 4.04 милиона по проценама Блумберга. Власник је Агроферт групе која послује на територији Европске уније и Кине, као и две највеће чешке новинске куће Mladá fronta DNES и Lidové noviny.
Бабиш је био под истрагом чешке полиције и Европске службе за сузбијање превара између 2015. и 2017. године, поводом оптужби да је неименована компанија под његовом управом бесправно примила субвенцију вредну 2 милиона евра од Европског фонда за регионални развој. У септембру 2017. године, укинут му је скупштински имунитет и званично је оптужен 9. октобра 2017. године. Истрага је завршена у децембру 2017. године, где је Европска служба за сузбијање превара пронашла неправилности у раду и потврдила даље кораке чешке полиције. Међутим, услед поновног избора, Бабишов имунитет је повраћен, али је савет министара гласао поново на укидање имунитета, 19. јануара 2018. године.
Бабиш је субјект многих критика политичких противника и медија укључујући и критике на рачун наводних сукоба интереса, његовој улози у комунистичкој тајној полицији, као и оптужбе на рачун застрашивања својих политичких противника. Упркос критикама, Бабиш је остао један од најпопуларнијих политичара у Чешкој републици.

## Детињство и младост
Андреј Бабиш је рођен 2. септембра 1954. године у Братислави од оца Словака и мајке карпатске Немице из Закарпатске области у данашњој Украјини. Отац му је био дипломата и члан Комунистичке партије Чешке.
Детињство је провео ван државе и школован је у Паризу и Женеви. Гимназију је завршио у Братислави и студирао је на Економском Универзитету, на групи за међународну трговину. Након дипломирања, запослио се у словачкој међународној трговачкој компанији, која је била под строгом комунистичком контролом - Chemapol Bratislava, потоња Petrimex. Званично је приступио Комунистичкој Партији 1980. године и постао један од моћнијих агената чехословачке тајне полиције током те деценије. Током те деценије, био је и представник компаније у Мароку.

## Бизнис каријера
Након Плишане револуције и потоњег мирног распада Чехословачке, Бебеш се населио у Чешкој од 1991. године.
Од јануара 1993. године, постао је директор новоосноване Петримексове ћерке компаније - Агроферт, коју је финансирао кроз фирму непознатог власника са базом у Швајцарској. Петримекс је отпустио Бабиша и неуспешно га тужио, због финансијских уплитања у фирми и преузимања свих деоница ћерке фирме.
Бабиш је постепено изградио Агроферт у једну од највећих компанија у земљи, која је од велепродаје и трговине израсла у компанију која у саставу има различите пољопривредне, хемијске и фабрике за производњу хране. Агроферт Холдинг је 2011. године имала преко 230 компанија, углавном у Чешкој, Словачкој и Немачкој са приходима преко 117 милијарди чешких круна. Такође је повезана и са петрохемијском индустријом.
Након Бабишовог уласка у политику, дао је оставку на место директора компаније, али је остао једини власник, све до фебруара 2017. године, каде је био приморан да све компаније стави под управљачки надзор.
Агроферт је 2013. године купио компанију МАФРА, издавача две највеће новинске агенције у Чешкој   Mladá fronta DNES и Lidové noviny. Такође је власник једне телевизијске и једне најслушаније радио станице, што је повећало критике на његов рачун.

## Политичка каријера
Године 2011. Бабиш је основао популистичку партију АНО 2011 (чешки: ано - да), која је у свом програму имала за циљ борбу против корупције и других "болести" у државном политичком систему. Већ у октобру 2013, на парламентарним изборима, постали су друга највећа странка у земљи са 47 од 200 места у Парламенту.
У коалиционој влади са странкама социјалдемократа и хришћанскодемократском странком, Бабиш је постављен за министра финансија. Под његовом управом, усвојене су контроверзне полисе о електронској регистрацији продаје, контроли ПДВ вредности и накнадном плаћању ПДВ-а, што је ишло на штету малим и средњим предузећима а на корист великим корпорацијама, а пре свега Агроферт корпорацији.
У мају 2015. године, након одлуке владе да се даље смањи опорезивање на биогорива, што је даље погодовало Агроферту, опозиција је иницирала гласање о неповерењу Влади. Андреј Бабиш је отпуштен из владе премијера Бохуслава Соботке, 24. маја 2017. године, након коалиционе кризе због оптужби о прикривању плаћања пореза компаније Агроферт, док је Бабиш био њен директор, 2012. године.

### Европска мигрантска криза
У септембру 2015. године, док је био заменик премијера, Бабиш је позвао на НАТО интервенцију против кријумчарења људи на Медитерану. У разговору са генералним секретаром Натоа Јенсом Столтенбергом, Бабиш је изјавио да "НАТО није заинтересован за избеглице, без обзира што је Турска НАТО чланица а представља отворена врата Европе за мигранте и кријумчаре.
Бабиш је такође одбио мигрантске квоте Европске уније и изјавио је, након напада у Берлину 2016. године, да је  отворена политика Ангеле Меркел у вези миграната довела до овог чина, и да је она одговорна за неконтролисани улазак  миграната без икаквих папира у Немачку и Европу генерално.

### Премијер Чешке републике

#### Прва влада Андреја Бабиша
Након избора за посланички дом 2017. године, АНО 2011 је освојио 29% гласова и 78 од 200 позиција у дому. Председник Милош Земан је дао мандат за оснивање владе Андреју Бенешу. Већина странака је одбила да уђе у коалициону владу са Бабишом, услед текуће истраге о криминалним активностима у вези са преваром око фонда Европске уније, и као резултат, 27. октобра 2017. године, Бабиш је изјавио да ће направити мањинску владу. Ултрадесничарска Партијa Слободе и Директне демократије као и Комунистичка партија су изразиле жељу за стварање коалиције, али их је Бабиш одбио.
Андреј Бабиш је постао премијер Чешке републике 6. децембра 2017. године, а преузео је уред премијера 13. децембра.  Тиме је постао 12. премијер Чешке у њеној новијој историји, али и први премијер који је био оптужен од стране чешке полиције и тужилаштва, најстарији премијер и најбогатији премијер Чешке републике, и први премијер који није био из две традиционалне чешке странке.
Бабишова прва влада је изгубила гласање о неповерењу 16. јануара 2018. године, са 117 према 78 гласова. Након изгласавања о неповерењу, кабинет је наставио са личним променама у владајућим областима, и тиме прикупљао критике опозиције.
У марту 2018. године, Бабиш је наредио протеривање тројице руских дипломата у знак солидарности са Великом Британијом након што је бивши двоструки тајни агент Сергеј Скрипал био отрован. 

#### Друга влада Андреја Бабиша.
Председник Земан је 6. јуна 2018. године, поново дао мандат Андреју Бабишу да састави владу по други пут. Постао је поново премијер 27. јуна 2018. године на челу мањинске владе састављене од чланова АНО 2011 и Чешке социјалдемократске Партије, који су потписали коалициони уговор 10. јула исте године. Већ 12. јула су преживели гласање о неповерењу, у односу 105 према 91, уз помоћ гласова Комунистичке партије Чешке и Моравске.
У новембру 2018. године, истраживачки новинари Сабина Слонкова и Јири Кубик су објавили интервју са Бабишовим сином у којем је тврдио да су га људи његовог оца киднаповали и држали затвореног против његове воље на Криму. Бабиш је одговорио на итервју да је његов син ментално оболео и под лековима и да је добровољно напустио Чешку републику . Опозиција је захтевала 13. новембра да Бабиш напусти позицију, али је подржан од стране председника Земана. Неколико јавних демонстрација су одржане као одговор на оптужбе, и једна од највећих, под називом Demisi (чешки: "поднеси оставку") , одржана је 17. новембра у Прагу.
Крајем априла 2019. године, Јан Кнежинек, министар правде из партије АНО 2011 је поднео остабку и Бабиш је поставио Марију Бенешову, бившу министарку правде. Ово постављање је поново покренуло серију јавних протеста, који су се појачали након што су објављени прелиминарни резултати Европске уније, где је потврђено да је Бабиш био у сукобу интереса и након преласка власништва Агроферта. По проценама, око 120000 људи је учествовало на демонстрацијама 4. јуна 2019. године. а чак 250000 на демонстрацијама 23. јуна.

Почетком септембра 2019. године, све отпужбе су одбачене и 16. новембра 2019. године, дан пред тридесетогодишњицу Плишане револуције, поново су одржане демонстрације сличне онима у јуну месецу. 
Крајем 2018. године, Национално тело за кибер и информатичку сигурност је упозорила да је Хуавеј 5Г технологија под сумњом у вези са кинеском тајном службом, а упозорење се односило и на кинеску компанију ZTE. Бабиш је наредио повлачење свих Хуавеј уређаји буду уклоњени из владиних канцеларија.

## Лични живот
Бабишова прва жена је била докторка Беата (Беатрис) Адамичова, школска другарица, са којом се оженио седамдесетих година прошлог века. Имали су двоје деце: Адриану (1979-) и Андреја (1982-). Од почетка деведесетих, Бабиш је живео са својом бившом секретарицом Моником Херодесовом (рођена 1974. године) са којом је имао двоје деце: Вивиен и Фредерик. Венчали су се 2017. године.